# Райнхардтсдорф-Шёна
Райнхардтсдорф-Шёна (нем. Reinhardtsdorf-Schöna) — община в Германии, в земле Саксония. Подчиняется земельной дирекции Дрезден. Входит в состав района Саксонская Швейцария. Подчиняется управлению Бад-Шандау. Население составляет 1481 человек (на 31 декабря 2010 года). Занимает площадь 31,75 км².
Община подразделяется на 3 сельских округа.
Reinhardtsdorf.jpg|

## Население
| Год  | Численность | Численность |
| ---- | ----------- | ----------- |
| 2017 | 1350        | [ 1 ]       |
| 2019 | 1338        | [ 3 ]       |
| 2021 | 1305        | [ 4 ]       |
| 2022 | 1306        | [ 5 ]       |
| 2023 | 1283        | [ 2 ]       |